# Pimelea sulphurea
Pimelea sulphurea är en tibastväxtart som beskrevs av Carl Daniel Friedrich Meisner. Pimelea sulphurea ingår i släktet Pimelea och familjen tibastväxter. Inga underarter finns listade i Catalogue of Life.